# Giovanni Battista Vitali
Giovanni Battista Vitali (Bologna, 18 febbraio 1632 – Modena, 12 ottobre 1692) è stato un compositore e violinista italiano del periodo barocco.

## Biografia
Vitali nacque a Bologna nel 1632, dove fu allievo di Maurizio Cazzati; nel 1658 incominciò a suonare presso la cappella della Basilica di San Petronio (alcuni documenti dell'epoca indicano che era suonatore di "Violone da brazzo"), poi divenne maestro di cappella nella chiesa del Santissimo Rosario. 
A Bologna nel febbraio 1671 l'oratorio Agare ebbe la prima assoluta a Bologna ed il 16 marzo 1672 Il Gefte overo Il zelo imprudente.
Giunto a Modena nel 1674, rese servizio presso la corte Estense, di cui fu primo maestro effettivo della cappella ducale dal 1684 fino alla morte, avvenuta nel 1692.
Grande virtuoso di violino, Vitali eccelse nella produzione strumentale, dove realizzò una sintesi tra il contrappuntismo della sonata da chiesa e la libera invenzione melodica di quella da camera. Influenzato da Lully, fu tra i primi insieme a Giuseppe Torelli ad introdurre il minuetto nella suite italiana; viene da molti studiosi considerato uno dei maggiori autori di Concerti e Sonate nella seconda metà del secolo XVII; difatti la sua arte influenzò profondamente Arcangelo Corelli e Henry Purcell.
Delle sue 14 opere a stampa, 12 sono strumentali e 2 consistono in salmi e inni concertati.

## Composizioni

### Opere a stampa
- Correnti e balletti da camera, op. I (Bologna, 1666 ca.)
- Suonate à due violini col suo Basso continuo per l'organo, op. II (Bologna, 1667)
- Balletti et correnti alla francese, op. III (Bologna, 1667)
- Balletti, correnti, gighe, allemande et sarabande à violino, violone o spinetta con il secondo violino a beneplacito, op. IV (Bologna, 1668)
- Suonate à due, tre, quattro e cinque stromenti, op. V (Bologna, 1669)
- Salmi concertati, op. VI (Modena, 1677)
- Varie partite del passemezo, ciaccona, capricci e passagalli à tre; due violini e violone o spinetta, op. VII (Modena, 1682)
- Balletti, correnti et capricci per camera, op. VIII (Modena, 1683)
- Suonate da chiesa à due violini, op. IX (Modena, 1684)
- Hinni sacri, op. X (Modena, 1684)
- Varie sonate alla francese e all'itagliana à sei stromenti, op. XI (Modena, 1684)
- Balli in stile francese à cinque stromenti, op. XII (Modena, 1685)
- Artificii musicali nei quali si contengono canoni in diverse maniere, contrappunti doppi, curiose inventioni, capritii et sonate, op. XIII (Modena, 1689)
- Suonate da camera à tre, due violini et violone, op. XIV (Modena, 1692)

### Oratori
- Agare (di Giovanni Battista Mauritio. Bologna, 1671)
- Il Gefte overo il zelo imprudente (di Benedetto Giuseppe Balbi. Bologna, 1672)
- La fede trionfante per il martirio del glorioso San Floro (di Bartolomeo Righi. Bologna, 1678)
- L'ambitione debellata overo La caduta di Monmuth (di Giovanni Antonio Canal. Modena, 1686)
- Il Giona (di Domenico Bartoli. Modena, 1689)

## Discografia
- Giovanni Battista Vitali, Vespers 1677 (Domine ad adiuvandum, Dixit Dominus, Confitebor, Beatus vir (2 versioni), Laudate pueri, Laudate Dominum, Iste confessor (4 versioni), Magnificat, Quia vidisti me Thoma), I Madrigalisti Estensi, Michele Gaddi; Novantiqua 2021
- Giovanni Battista Vitali, Sonatas Op. XI, Semperconsort, Luigi Cozzolino; Brilliant Classics 2010
- Giovanni Battista Vitali, Triosonatas Op. 2, Semperconsort, Luigi Cozzolino; Brilliant Classics 2012
- Giovanni Battista Vitali Toccate sopra diverse sonate per il violone in THE BASS VIOLIN SOLO REPERTORIE Renato Criscuolo basso di violino, MVSICA PERDVTA,  Urania Records